# Ehemalige Universitätsbibliothek Helmstedt
Die Ehemalige Universitätsbibliothek Helmstedt (Bibliotheca Julia) ist die einzige noch heute bestehende Einrichtung der 1810 aufgelösten Universität Helmstedt, der Academia Julia Carolina zu Helmstedt in Niedersachsen. Träger der Einrichtung ist der Landkreis Helmstedt.

## Geschichte
Die 1576 durch Herzog Julius von Braunschweig-Wolfenbüttel (1528–1589) gegründete Universität war zeitweise die drittgrößte Universität des deutschen Sprachraums. Unter der Verwaltung des napoleonisch kontrollierten Königreiches Westphalen durch König Jérôme Bonaparte, wurde die Academia Julia mit Ende des Wintersemesters 1809/1810 geschlossen.
Während der Regierungszeit des Herzogs Julius stand die Universitätsbibliothek in Konkurrenz zu dessen Bibliothek in der Residenzstadt Wolfenbüttel, die er ab 1572 aufbauen ließ und zu Beginn ebenfalls den Namen Bibliotheca Julia trug. Der Bestand der Helmstedter Bibliothek blieb daher zunächst gering.
Die in Helmstedt selbst herausgegebenen Bücher wurden ab 1578 zumeist in der Werkstatt der Buchdruckerfamilie Lucius gedruckt. Zum ersten Universitäts-Buchdrucker der Academia Julia wurde in jenem Jahr Jacob Lucius der Ältere (um 1530–1597) bestellt, dessen Amt sein Sohn Jacob Lucius der Jüngere (um 1570–1616) von 1597 bis 1616 fortführte, gefolgt von Jacobus Lucius III. († 1639). Die letzten Publikationen dieser Druckerei sind mit dem Erscheinungsjahr 1639 datiert. Zum ersten privilegierten Universitäts-Buchbinder wurde 1576 Lukas Weischner (1555–1609) ernannt, zuvor Hofbuchbinder des Herzogs Julius und Bibliothekar der herzoglichen Bibliothek in Wolfenbüttel.
Herzog Heinrich Julius (1564–1613) ließ ab 1592 das Universitätsgebäude Juleum errichten, in dessen Obergeschoss sich die Bibliothek noch heute befindet. Im Jahr 1618 stellte Herzog Friedrich Ulrich (1591–1634) die Wolfenbütteler Bibliotheken seines Vaters Herzog Heinrich Julius und seines Großvaters Herzog Julius der Universität zur Verfügung. Dadurch gelangten auch die Handschriften und Drucke säkularisierter Klöster, wie dem Stift Steterburg, dem Kloster Wöltingerode und der Zisterzienserabtei Amelungsborn nach Helmstedt.
Während der Einstellung des Lehrbetriebes in den Jahren 1625/1626, wegen der Pest und den Wirren des Dreißigjährigen Krieges, wurde die inzwischen bedeutende Bibliothek in das St. Blasiusstift nach Braunschweig ausgelagert.
Eine umfangreiche Erweiterung erfolgte im Jahr 1702, durch Herzog Rudolf August (1627–1704), der seine Privatbibliothek Bibliotheca Rudolphea der Universität schenkte. Ein Systematischer Katalog wurde ab 1770 begonnen. Nach dem Reichsdeputationshauptschluss im Jahr 1803 und der Säkularisation weiterer Klöster erhielt die Bibliotheca Julia auch die Bibliotheken des Helmstedter Klosters St. Ludgeri und der Zisterzienserabtei Michaelstein.
Nach Schließung der Universität im Jahr 1810 wurden große Teile des Bestands an die Universitätsbibliothek Göttingen und vor allem an die Herzog August Bibliothek Wolfenbüttel abgegeben. Als 1813 das Königreich Westphalen aufgelöst wurde, konnte zwar die Universität nicht erneut geöffnet werden, der größte Teil der Universitätsbibliothek befand sich aber noch in Helmstedt.
Im 19. und frühen 20. Jahrhundert wurden weitere Bestände der ehemaligen Universitätsbibliothek in die Sammlung der Wolfenbütteler Bibliothek überführt. Trotzdem gelangten noch einige Nachlassbibliotheken Helmstedter Bürger in die Bibliothek. Der Zweite Weltkrieg führte zu einem weiteren Bestandsverlust und zur Zerstörung des Katalogs. Erneut wurde ein Systematischer und ein Alphabetischer Katalog angelegt. 1959 wurde die Ehemalige Universitätsbibliothek Helmstedt, inzwischen unter der Trägerschaft des Landkreises Helmstedt, vom Niedersächsischen Kultusministerium zum Leihverkehr der deutschen Bibliotheken zugelassen.

## Der Bibliotheksbestand

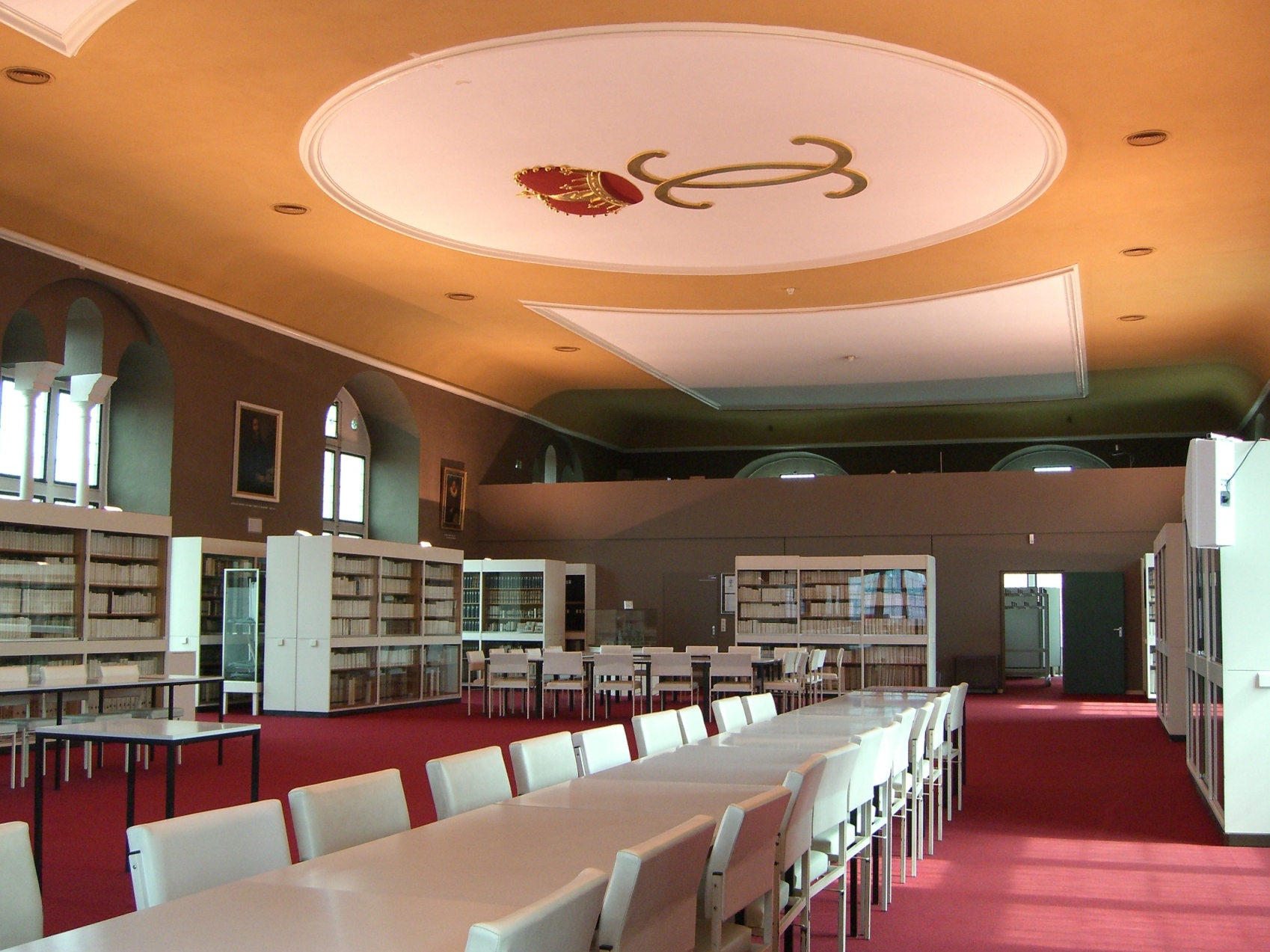
Bibliothekssaal im Obergeschoss des Juleums

Zurzeit besitzt die Bibliothek einen Bestand von etwa 35.000 Titeln, überwiegend aus den Jahren 1490–1810 und spätere Zugänge aus privaten Nachlassbibliotheken Helmstedter Bürger. Zu den wertvollsten, in Helmstedt verbliebenen Handschriften zählen ein Pergamentfragment des Sachsenspiegels aus dem 13. Jahrhundert und ein Evangeliar aus dem frühen 14. Jahrhundert, beide in niederdeutscher Sprache.
In Wolfenbüttel bilden die Drucke und Handschriften der Universitätsbibliothek Helmstedt, erfasst als der sogenannte „Helmstedter“, noch heute einen eigenen Bestand von etwa 58.000 Titeln.

## Bedeutende Universitätsbibliothekare der Bibliotheca Julia
| Amtszeit  | Name und Lebensdaten                 | Bemerkung                                                     | Bild |
| --------- | ------------------------------------ | ------------------------------------------------------------- | ---- |
| 1608–1622 | Johann von Fuchte (1568–1622)        | Professor der Theologie.                                      |      |
| 1640–1680 | Christoph Schrader (1601–1680)       | Professor für Rhetorik.                                       |      |
| 1688–1727 | Hermann von der Hardt (1660–1746)    | Professor für orientalische Sprachen.                         |      |
| um 1740   | Julius Carl Schläger (1706–1786)     | Philologe und Numismatiker.                                   |      |
| 1757–1787 | Franz Dominikus Häberlin (1720–1787) | Professor für Geschichte.                                     |      |
| 1787–1814 | Paul Jakob Bruns (1743–1814)         | Professor für orientalische Sprachen und Literaturgeschichte. |      |